# Неготинска гимназија
Неготинска гимназија, основана 1839, године једина је гимназија у Неготину и једна од најстаријих гимназија у Србији.

## Историјат
Неготинска гимназија наставља традицију школовања Полугимназије у Неготину (двогодишња Главна школа) која је почела са радом 10. септембра 1839. године одлуком Државног савета и потврдом Намесништва Књаза Српског о пресељењу Зајечарске полугимназије (Главне школе) у Неготин.
На основу предлога Министарстава правосуђа и просвете од 29. августа 1839. године донета је одлука да се Зајечарска полугимназија пресели у Неготин, а већ 10. септембра Полугимназија у Неготину почиње са радом. За првог професора именован је Исак Облучаревић, дотадашњи професор полугимназије у Зајечару.
У прве три године рада професори су предавали по Наставном плану за гимназију и полугимназије од 8.  октобра 1838. године. Ученици су у првом разреду изучавали предмете: Српска граматика до синтаксиса, Всвемирна историја стара, Земљоописаније математическо и понаособ Сербије, из Јестествене историје царства животиња, из Численице од почетка не и наименована числа до разбијенија (закључително), Упражненија славенског језика и Немачки језик. У другом разреду учили су се следећи предмети: Српски синтаксис (прво теченије), Почетак славенске граматике (друго теченије), Ауктор за етимологическо анализирање, Всемирна историја средња, из Земљоописанија воступленије у земљописаније и из политическога о Европи, из Јестествене историје царство растенија и ископаеми, из Численице од разбијања до правила тројног простог (закључително) и Немачки језик.
Све до 1844. Главна школа имала је две граматикалне класе, односно два разреда. Систематска настава почиње од 1844.  објављивањем "Устројења јавног училишног наставленија". Према попису из 1847.  у три разреда било је уписано 27 ученика, од чега у првом 10, у другом 12, а у трећем само 5. Већ 1854. број ученика је повећан на 52.
Године 1860. дошло је до укидања Неготинске гимназије, када је враћена у Зајечар, да би 1867. године била поново пресељена у Неготин. Зидање нове зграде завршено је 1898. године, па је до 1902. године радила као приватна, а од 1902. до 1915. године као државна непотпуна (шестогодишња) полугимназија. У време балканских ратова (1912 — 1913) и првог светског рата (1915 — 1918) настава се у гимназији изводила на бугарском језику.
Обнова рада Неготинске шесторазредне гимназије уследила је одмах после ослобођења од бугарске окупације, а од 1920. године Неготинска гимназија је постала потпуна (осморазредна), да би од школске 1929/30. године била државна реална гимназија. Доградња два крила зграде завршена је 1930. године, па су на тај начин добијене две сале: свечана и фискултурна и шест учионица.
Уочи и у току другог светског рата Гимназија је радила у погоршаним условима, а у току рата била је доста оштећена. Тешки услови рада у Неготинској гимназији били су и у првих десет година од ослобођења Неготина.

## Образовно-васпитни рад
У свом образовно-васпитном раду, Неготинска гимназија је радила по плановима и програмима који су се често мењали. Тако су, у периоду од 1955. до школске 1979/80. године, извршене две реформе школског система (1960. са корекцијом 1965. године и радикална реформа 1976. године са преласком на средње усмерено образовање од школске 1977/78. године).
Ради успешности спровођења наставног плана и програма, у Неготину је 1978. године формиран Образовни центар „12. септембар” састављен од три неготинске средње школе: Гимназије „Предраг Костић”, Пољопривредне школе „Рајко Боснић” и Машинско-електротехничке школе „Иво Лола Рибар”.
Наведени Образовни центар расформиран је 1990. године. У међувремену, 1986. године донет је нови наставни план и програм за школе средњег усмереног образовања са којим је предвиђено усмерење од првог разреда, а не од трећег као до тада, и Гимназија је добила три струке: природно-математичку, економско-комерцијалну и хемијско-технолошку.
Због потребе повећања школског простора, школска зграда је дограђена и добила садашњи изглед. Школске 1990/91. године, после четрнаест година прекида, Гимназија у Неготину поново је уписала ученике који ће се школовати по гимназијским програмима: по два одељења друштвено-језичког и природно-математичког смера.

## Награде и признања
За дугогодишњи успешан рад, Неготинска гимназија је добила висока признања: 
- 1939. Краљев орден Светог Саве I реда,
- 1969. Орден заслуга за народ са златном звездом,
- 1974. Септембарска награда града Неготина,
- 2002. Орден Светог Саве (Министарство просвете РС).
- 2020. Мајска награда општине Неготин